# Фалин, Василий Константинович
Васи́лий Константи́нович Фа́лин (25 апреля 1919 — 6 июля 1958) — советский офицер, лётчик-штурмовик в годы Великой Отечественной войны, Герой Советского Союза (15.5.1946).

## Биография
Родился 25 апреля 1919 года в деревне Иван-Озеро Тульской губернии. Русский.
Окончил Сталиногорский аэроклуб. Призван в РККА в декабре 1939 года Сталиногорским горвоенкоматом.
Свою боевую деятельность начал 5 июля 1943 года в должности пилота 237-го штурмового авиационного полка 305-й истребительной авиационной дивизии и закончил командиром эскадрильи. Воевал на Юго-Западном и 3-м Украинском фронтах (с апреля по октябрь 1943), затем опять на 3-м Украинском фронте (с мая по июль 1944) и с июля 1944 — на 3-м Прибалтийском, 2-м Прибалтийском и Ленинградском фронтах. Член ВКП(б)/КПСС с 1943 года.
Всего за время Великой Отечественной войны совершил 132 боевых вылета на Ил-2, в результате которых уничтожено 84 автомашины с пехотой и военными грузами, 10 танков, 6 артиллерийских батарей, 5 миномётов, 3 паровоза и 29 вагонов с военными грузами, 3 цистерны с горючим, 2 речные переправы, 2 бомбардировщика на аэродроме противника, 5 складов боеприпасов и 3 склада горючего. Уничтожено и рассеяно более батальона солдат и офицеров противника.
Указом Президиума Верховного Совета СССР от 15 мая 1946 года «за мужество и героизм, проявленные в боях с немецко-фашистскими захватчиками» подполковнику В. К. Фалину присвоено звание Героя Советского Союза.
Умер при исполнении служебных обязанностей 6 июля 1958 года.

## Награды
- Медаль «Золотая Звезда» № 6075 Героя Советского Союза (15 мая 1946);
- два ордена Ленина (23 февраля 1945 — за выполнение 85 боевых вылетов, 15 мая 1946);
- два ордена Красного Знамени (25 октября 1943, 12 августа 1944[2]);
- орден Александра Невского;
- орден Отечественной войны I степени (17 января 1944[2]);
- орден Красной Звезды (9 августа 1943[2]);
- медали;
- шестнадцать благодарностей в годы войны от командования полка, дивизии и воздушной армии[2].

## Семья
Отец — Константин Евдокимович Фалин.